# Dieter S. Lutz
Dieter S. Lutz (* 26. Dezember 1949 in Gaildorf; † 13. Januar 2003 in Berlin) war ein deutscher Politikwissenschaftler, Hochschullehrer und Friedensforscher. Er war wissenschaftlicher Direktor des Instituts für Friedensforschung und Sicherheitspolitik und Vorsitzender des Stiftungsrats der Deutschen Stiftung Friedensforschung.

## Leben

### Wissenschaftliche Laufbahn
Lutz studierte in den Jahren 1970 bis 1976 Rechts- und Politikwissenschaften in Tübingen, London und Den Haag und schloss das Studium 1976 mit der Magister Artium ab. Ab 1972 war er als wissenschaftlicher Assistent von Volker Rittberger am Institut für Politikwissenschaft der Universität Tübingen tätig. 1981 promovierte er an der Universität Tübingen zum Doktor der Sozialwissenschaften. Im Jahr 1988 war er Visiting Scholar am Massachusetts Institute of Technology (MIT) Boston/USA. 1991 folgte eine Promotion in Verwaltungswissenschaften an der Universität Nijmegen/Niederlande. 1991 und 1992 war er in Vertretung Professor an der Universität der Bundeswehr Hamburg. 1993 folgte seine Habilitation an der Universität Hamburg, wo er im selben Jahr Privatdozent wurde. Im Jahr 1998 wurde er zum Honorarprofessor an der Universität Kiel ernannt. 2002 begründete er den ersten deutschen Hauptfachstudiengang „Friedensforschung und Sicherheitspolitik“ an der Universität Hamburg.

### Tätigkeit am Institut für Friedensforschung und Sicherheitspolitik
Im Jahr 1976 wurde er wissenschaftlicher Referent und stellvertretender wissenschaftlicher Direktor am Institut für Friedensforschung und Sicherheitspolitik an der Universität Hamburg (IFSH).
Ab 1994 war er als Nachfolger von Egon Bahr Leiter des Instituts. Lutz leitete auch das vom Auswärtigen Amt geförderte Zentrum für OSZE-Forschung (Centre for OSCE Research, CORE) am ISFH.

### Tätigkeit für die Deutsche Stiftung Friedensforschung
Ab Herbst 2000 war er auch Vorsitzender des Stiftungsrats der Deutschen Stiftung Friedensforschung (DSF).

### Funktionen
1997 wurde er durch den Militärbischof in den Beirat des Instituts für Theologie und Frieden in Barsbüttel berufen.
1998 Berufung in das Kuratorium von Haus Rissen. Internationales Institut für Politik und Wirtschaft
1999 Berufung in den Arbeitskreis Friedensforschung beim Planungsstab des Auswärtigen Amtes (AA)
1999 Berufung in die Struktur- und Findungskommission Friedensforschung durch die Bundesministerin für Bildung und Forschung (BMBF)
1999 Mitglied des Circle Strategique Franco Allemand
2002 wurde er Präsident des Willy-Brandt-Zentrums für Deutschland- und Europastudien der Universität Wrocław.
Im selben Jahr wurde er zum Vorsitzenden der Berliner Vereinigung Deutscher Wissenschaftler (VDW) gewählt.

### Tod
Mit 53 Jahren erlag Lutz in der Nacht vom 13. auf den 14. Januar 2003 in der Hamburgischen Landesvertretung in Berlin überraschend einem Herzversagen. Politiker, Mitarbeiter und Kollegen reagierten schockiert auf den unerwarteten Verlust.

## Positionen

### Frieden als elementares Prinzip der Verfassung
Dieter S. Lutz war einer der Vordenker des Konzepts der Kollektiven Sicherheit. Angesichts der prinzipiellen Bedeutung des Friedens als Leitnorm des Grundgesetzes etwa nach Art. 26.1, Präambel, Art. 1 Abs. 2, Art. 4 Abs. 3, Art. 9 Abs. 2, Art. 24 Abs. 1, 2 und 3, Art. 25 sowie Art. 26 Abs. 1 und 2 GG erschien ihm die Orientierung der politischen Praxis an dieser Friedens-Norm ungenügend: „Warum nimmt die Bundesregierung alljährlich das Gutachten der so genannten »Fünf Weisen«, also ein Gutachten von Ökonomen entgegen (und finanziert es auch), nicht aber das Friedensgutachten der fünf führenden Friedensforschungseinrichtungen in Deutschland? Warum gibt es noch immer keinen friedens- und sicherheitspolitischen Expertenrat (Friedensrat) im Bundeskanzleramt? Warum hat die Friedensforschung keinen oder kaum Einfluss auf den Schulunterricht?“ Auch unabhängig von der Freiheit der Wissenschaft folgt aus dem Verfassungsgebot nach Meinung von Lutz auch die Förderung der Friedensforschung in der universitären Forschung und Lehre.

### „Friede als Ernstfall“, positiver Friedensbegriff
Das Programm einer „Friedensgestaltung“ grenzt Lutz vom üblichen Verständnis von Realpolitik ab. Es zielt auf eine Politik, die „beharrlich versucht, die kriegerische Realität mit allen Mitteln und auf allen Wegen nachhaltig zu verändern.“ Krieg billigend in Kauf zu nehmen oder sich an eine kriegerische Realität als Faktum anzupassen und sich ohne Zielvorstellung „durchzuwursteln“ ist mit einer Friedensgestaltung nicht vereinbar.
Der Friedensbegriff von Lutz ist nicht negativ durch die Abwesenheit von Gewalt definiert, sondern als Prozess: Er soll „im Zusammenleben der Menschen und Völker nachhaltig der Existenzerhaltung und -entfaltung dienen. Er soll die Menschenrechte verwirklichen und Krieg, Gewalt, Ausbeutung, Armut, Hunger, Unterdrückung verhüten, gegebenenfalls beseitigen. Er soll ferner die natürlichen Lebensgrundlagen und ihre Entwicklungsmöglichkeiten sowohl nutzen als auch für kommende Generationen bewahren.“ Dafür müssen in Anlehnung an Johannes Rau mindestens zehn „Bausteine“ oder „Ernstfälle“ des Friedens politisch bewältigt und „gestaltet“, also „realadäquat konkretisiert“ werden: Demokratie, Menschenrechte, Erinnerung und Vergebung, Prävention, Soziale Marktwirtschaft, Entwicklung, Kulturdialog, Gute Nachbarschaft, Föderation und Umwelt.

### Europäische Friedens- und Sicherheitsordnung
Lutz sah das Ende des Ost-West-Konflikts als eine Chance für eine Europäische Friedens- und Sicherheitsordnung an, die langfristig in einer Öffnung und Ausweitung der Europäischen Union bestünde. Kurz- und mittelfristig setzte er sich für die Schaffung einer Europäischen Sicherheitsgemeinschaft ein. Diese solle auf dem Leitgedanken „vom Recht des Stärkeren zur Stärke des Rechts“ aufgebaut sein: Für den Fall eines bewaffneten Angriffs gegen ein Mitglied der Gemeinschaft solle sie die Gemeinschaft und deren Mitglieder zum automatischen Beistand verpflichten – ganz gleich, ob der Aggressor Mitglied der Gemeinschaft ist oder nicht. Eine solche Beistandsgarantie trüge vor allem deshalb zur Prävention von Konflikten und Aggressionen bei, weil sie „eine rechtliche Verpflichtung wäre und nicht im je und je unterschiedlichen politischen Belieben stünde“. In bestimmten Fällen solle die Sicherheitsgemeinschaft auch für innergesellschaftliche Konflikte zuständig sein.

### Kosovo-Konflikt
Lutz nahm dezidiert Stellung gegen den militärischen Einsatz in den Jugoslawienkriegen wie im Kosovokrieg, den er als völkerrechtswidrig betrachtete. Nach dem Generalbericht der Parlamentarier-Versammlung der NATO und entgegen offiziellen NATO-Darstellungen, insbesondere vor dem Krieg, seien nicht die Serben, sondern die UÇK verantwortlich für die Konflikteskalation und die Erzeugung der Krise im Kosovo gewesen, was schon vorher dargestellt, aber als Verschwörungstheorie bezeichnet worden sei. Aus einer Lageanalyse des Auswärtigen Amtes vom 19. März 1999 gehe hervor, dass die politischen Entscheidungsträger bereits vor dem Krieg Bescheid gewusst haben müssen.

## Resonanz und Rezeption
Olaf Scholz würdigte Lutz als einen der „profiliertesten Friedensforscher“ und Bindeglied zwischen Friedensforschung und Sozialdemokratie.
Otfried Nassauer stellte in Nachrufen die Verbindung von Forschung und Politikberatung heraus. Lutz habe zu den „unwillkommen-willkommenen sicherheitspolitischen Beratern“ der SPD gehört. Trotz der Nachteile für das Institut sein Lutz immer bei seiner Haltung geblieben: „Politikberatung, die allen taktischen Wendungen der Tagespolitik folgt, taugte seiner Meinung nach nichts.“ Seine Haltung, dass „Friedensforschung und die klassische Sicherheitspolitik zwei Seiten derselben Medaille“ waren, die nur gemeinsam weiterentwickelt werden konnten, habe das Hamburger Friedensforschungsinstitut geprägt.

## Mitgliedschaften
Lutz war Mitglied der SPD.

## Privates

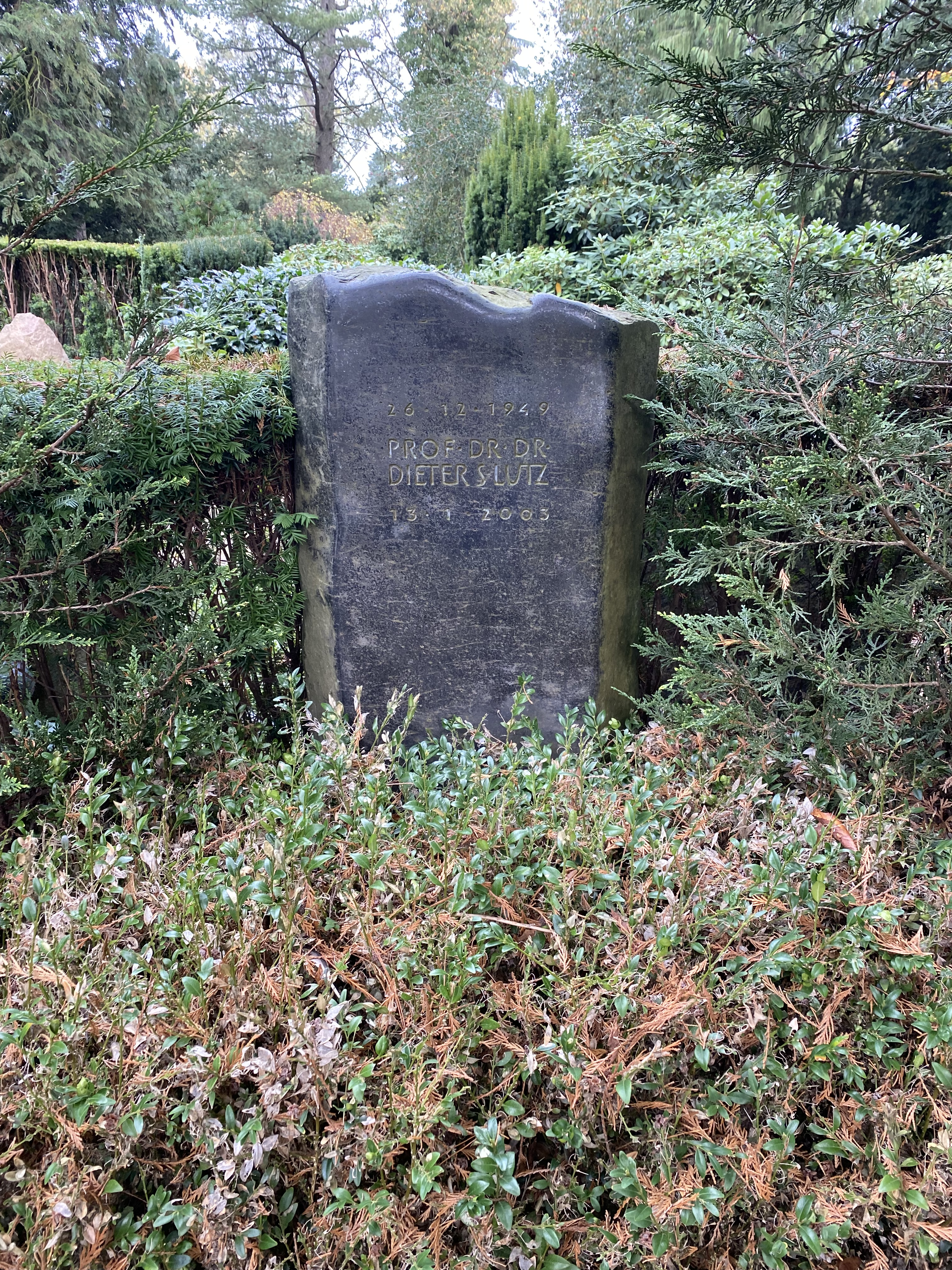
Grabstätte

Er war mit Liane Bayreuther-Lutz, Richterin am Oberlandesgericht Hamburg, verheiratet und hatte zwei Kinder. Seine letzte Ruhestätte erhielt er auf dem Nienstedtener Friedhof in Hamburg.

## Ehrungen
- 2002: Für seine Leistungen bei der Einführung des Internationalen Baudissin Fellowship-Programms für Offiziere aus ost- und mitteleuropäischen Staaten wurde ihm im Dezember 2002 vom Deutschen Bundeswehrverband die Wolf Graf von Baudissin Medaille ausgezeichnet

## Zitat
Vornehmste Aufgabe von Politik ist es also, Situationen zu vermeiden, die als Alternativen nur die Übel zulassen, Schuld auf sich zu laden oder Unschuldige durch den Einsatz militärischer Mittel zu töten. Nicht der Krieg ist also der Ernstfall, in dem sich die Politik zu bewähren hat, sondern der Frieden. (Friede als Ernstfall, Baden-Baden 2002)

## Publikationen
- Lutz, Dieter S.: Krieg und Frieden als Rechtsfrage im Parlamentarischen Rat 1948/49, Baden-Baden 1982.
- mit Axel Krohn: Europäische Sicherheit II (= Hamburger Beiträge zur Friedensforschung und Sicherheitspolitik. H. 40). Institut für Friedensforschung und Sicherheitspolitik an der Universität Hamburg, Hamburg 1989.
- Lutz, Dieter S.: Deutschland und die kollektive Sicherheit: Politische, rechtliche und programmatische Aspekte. Mit der Studie des ISFH „Vom Recht des Stärkeren zur Stärke des Rechts“, Analysen: Politik – Gesellschaft – Wirtschaft, Göttrik Wewer (Hrsg.), Band 42, Leske+Budrich, Opladen 1993, ISBN 3-8100-0990-3.
- Herzog, Roman: Demokratie als Friedensstrategie. Reden und Beiträge des Bundespräsidenten, herausgegeben von Dieter S. Lutz, Baden-Baden 1997.
- Dieter S. Lutz (Hrsg.): Der Krieg im Kosovo und das Versagen der Politik. Beiträge aus dem IFSH. Nomos Verlagsgesellschaft, Baden-Baden 2000, ISBN 978-3-7890-6698-6.
- Egon Bahr, Dieter S. Lutz (Hrsg.): Gemeinsame Sicherheit. Baden-Baden (Nomos Verl.-Ges.):
- Bd. 1: Idee und Konzept. Zu den Ausgangsüberlegungen, Grundlagen und Strukturmerkmalen gemeinsamer Sicherheit, 1986. ISBN 3-7890-1219-X
- Bd. 2: Dimensionen und Disziplinen. Zu rechtlichen, ökonomischen, psychologischen und militärischen Aspekten gemeinsamer Sicherheit, 1987, ISBN 3-7890-1345-5
- Bd. 3: Konventionelle Stabilität Zu den militärischen Aspekten struktureller Nichtangriffsfähigkeit im Rahmen gemeinsamer Sicherheit, 1988, ISBN 3-7890-1557-1
- Bd. 4: Defensive Abhaltung und strukturelle Angriffsunfähigkeit. Zur Genesis und Theorie struktureller Angriffsunfähigkeit im Rahmen einer Strategie defensiver Abhaltung und ihrer konzeptionellen Einbettung in die gemeinsame Sicherheit, 1989, ISBN 3-7890-1564-4
- Bd. 5: Internationale Diskussion. Beiträge und Dokumente aus Ost und West, 1990, ISBN 3-7890-1669-1
- Bd. 6: Kollektive Sicherheit, gemeinsamer Frieden. Auf dem Weg zu einer neuen europäischen Friedensordnung, 1991, ISBN 3-7890-2041-9
- Stefanie Christmann, Dieter S. Lutz: Die Zerstörung der Vernunft in Zeiten des Krieges. Zum Demokratieverlust nach 1989, Berlin 2000, ISBN 3-7466-7024-1